# Türkmenisztán az olimpiai játékokon
Türkmenisztán először az 1996-os nyári olimpiai játékokon vett részt, azóta valamennyi nyári olimpián képviseltette magát az ország. Ezt megelőzően 1952 és 1988 között a türkmén sportolók a szovjet csapatban szerepeltek, illetve az 1992-es nyári játékokon az Egyesített Csapat részét képezték. (Az ország független államként nem vett részt egyik téli olimpián sem.
A türkmén sportolók 2021-ben szerezték első érmüket súlyemelésben.
A Türkmén Nemzeti Olimpiai Bizottság 1990-ben alakult meg. A NOB 1993-ban vette fel tagjai közé. Jelenlegi elnöke Gurbanguly Berdimuhammedov.